# 訃報 1970年12月
訃報 1970年12月（ふほう 1970ねん12がつ）では、1970年（昭和45年）12月中に物故した、又は物故が報じられた人物についてまとめる。

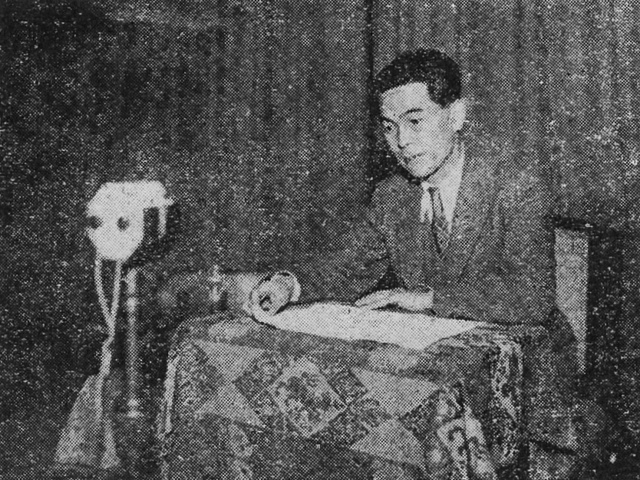
河西三省 / 12月2日没

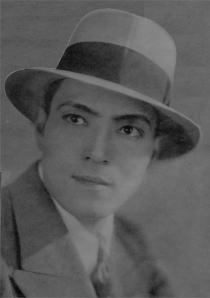
岡譲司 / 12月17日没

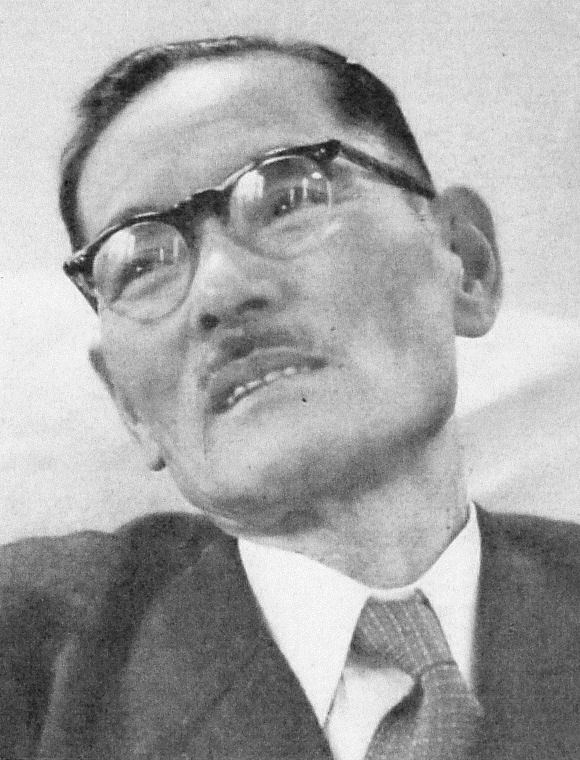
加藤鐐五郎 / 12月20日没

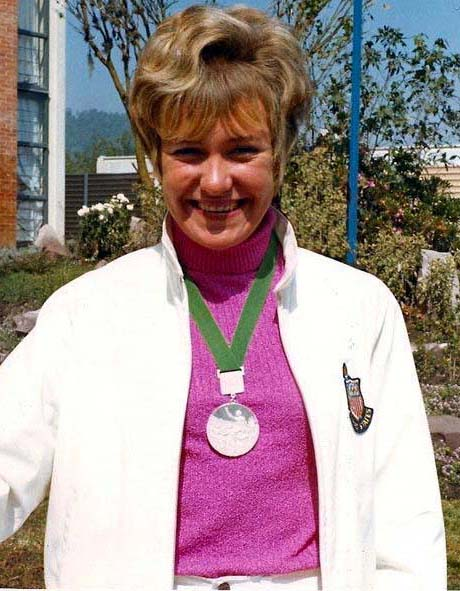
リリアン・ボード / 12月26日没

## （1日 - 15日）
- 12月1日 - 岡延右衛門、ジャーナリスト・政治家（* 1899年）
- 12月2日 - 河西三省、アナウンサー・実業家（* 1898年）
- 12月3日 - 南義郎、漫画家（* 1907年）
- 12月4日 - 飯塚浩二、地理学者（* 1906年）
- 12月4日 - ルードルフ・ホルステ、ドイツの軍人（* 1897年）
- 12月5日 - 綱脇龍妙、日蓮宗の僧侶（* 1876年）
- 12月7日 - 富岡定俊、海軍軍人・華族（* 1897年）
- 12月8日 - クリストファー・ケルク・インゴルド、化学者（* 1893年）
- 12月8日 - 生田花世、作家・詩人（* 1888年）
- 12月8日 - 清水董三、外交官・書家（* 1893年）
- 12月8日 - 沢田廉三、外交官（* 1888年）
- 12月8日 - 安藤忍、野球選手・監督（* 1895年）
- 12月8日 - 山井基清、雅楽師（* 1885年）
- 12月8日 - イワン・ムズィチェンコ、ソ連の軍人（* 1901年）
- 12月9日 - アルテム・ミコヤン、航空エンジニア（* 1905年）
- 12月10日 - 黄琪翔、軍人・政治家（* 1898年）
- 12月11日 - 平井輝七、写真家（* 1900年）
- 12月11日 - 藤木九三、登山家（* 1887年）
- 12月11日 - 西口彰、殺人犯（* 1925年）
- 12月12日 - 平等文成、衆議院議員・歴史学者（* 1907年）
- 12月12日 - 小笠原登、医学者・ハンセン病の研究者（* 1888年）
- 12月12日 - 雨森常夫、農林技官、政治家（* 1903年）
- 12月13日 - 増谷慶一郎、実業家・政治家（* 1905年）
- 12月13日 - チック・ガンディル、元プロ野球選手（* 1888年）
- 12月14日 - アール・エビー、陸上競技選手（* 1894年）
- 12月14日 - ウィリアム・スリム、イギリス陸軍軍人（* 1891年）
- 12月15日 - 岡本圭岳、俳人（* 1884年）
- 12月15日 - 靭勉、官僚・実業家（* 1904年）
- 12月15日 - アーノルト・アルベルト・ファン・ルーラー、神学者（* 1908年）
- 12月15日 - アーネスト・マースデン、物理学者（* 1889年）

## （16日 - 31日）
- 12月16日 - 任田新治、政治家・参議院議員（* 1909年）
- 12月16日 - オスカー・ルイス、人類学者（* 1914年）
- 12月17日 - 岡譲司、俳優（* 1902年）
- 12月18日 - 今尾登、ジャーナリスト・政治家（* 1899年）
- 12月18日 - 柴野春彦、新左翼運動家（* 1946年）
- 12月19日 - 堀内悦夫、実業家（* 1904年）
- 12月19日 - スティグ・ブロンベルク、彫刻家（* 1901年）
- 12月20日 - 藤口透吾、小説家（* 1909年）
- 12月20日 - 加藤鐐五郎、政治家（* 1883年）
- 12月20日 - アーノルド・ヒーニー、法律家・外交官・官僚（* 1902年）
- 12月21日 - 大月薫、孫文の妻（* 1888年）
- 12月22日 - 素木得一、昆虫学者（* 1882年）
- 12月23日 - 晴ノ海弥太郎、元大相撲力士（* 1898年）
- 12月23日 - 武藤絲治、実業家（* 1903年）
- 12月23日 - 大谷贇雄、政治家（* 1900年）
- 12月24日 - ニコライ・シュヴェルニク、政治家（* 1888年）
- 12月24日 - アンリ・ファルジュ、画家（* 1884年）
- 12月25日 - 佗美浩、陸軍軍人（* 1891年）
- 12月26日 - リリアン・ボード、陸上選手（* 1948年）
- 12月26日 - 千葉信、政治家・参議院議員（* 1904年）
- 12月26日 - 児玉作左衛門、解剖学者・人類学者（* 1895年）
- 12月27日 - 及川奥郎、天文学者（* 1896年）
- 12月28日 - 坪山徳弥、農業指導者・政治家（* 1890年）
- 12月28日 - リー・バーンズ、陸上競技選手（* 1906年）
- 12月28日 - ブルータス・ハミルトン、陸上競技選手（* 1900年）
- 12月29日 - 茂木久平、東京市会議員・満州映画協会東京支社長（* 1898年）
- 12月29日 - 蜂須賀年子、デザイナー・教育者（* 1896年）
- 12月29日 - アーダルベルト・フォン・バイエルン、バイエルン王国の王族（* 1886年）
- 12月30日 - イエテ・トゥレッソン、植物学者・遺伝学者（* 1892年）
- 12月31日 - 矢野宗幹、昆虫学者（* 1884年）
- 12月31日 - シリル・スコット、作曲家・作家・詩人（* 1879年）
- 12月31日 - マイケル・バリント、医学者・精神科医（* 1896年）